# کشتار با اره‌برقی در تگزاس: نسل بعدی
کشتار با اره‌برقی در تگزاس: نسل بعدی (به انگلیسی: Texas Chainsaw Massacre: The Next Generation) فیلمی محصول سال ۱۹۹۷ و به کارگردانی کیم هنکل است. در این فیلم بازیگرانی همچون متیو مک‌کانهی، رنی زلوگر، رابرت جکس، تونی پرنسکی، جو استیونس، لیزا نیومیر، تیلور گون، جان هریسون، دبرا مارشال، مریلین برنز ایفای نقش کرده‌اند.

## داستان
اواسط دهه۱۹۹۰ چهار نوجوان جنی هدر باری و شان در هنگام جشن سالگرد بزرگ داشتشان جشن می‌گیرند. هدر باری دوست پسرش را پیدا می‌کند که با دختر دیگری رابطه برقرار می‌کند و سعی می‌کند در کنار جنی و شان با ماشین خود از آنجا دور شود بعد از اینکه باری سرانجام به ماشین دسترسی پیدا کرد، هدر با عصبانیت او را سرزنش می‌کند این چهار نفر مجبور به دور زدن از آزادراه می‌شوند و هدر با یک چرخش اشتباه، آنها را به یک منطقه دورافتاده سوق می‌دهد. حواس پس از اینکه فکر کرد شخصی را در جنگل ایستاده حواسش پرت شده‌است با راننده دیگری تصادف می‌کند که در اثر سردرگمی از بین می‌رود. این چهار نفر تصمیم می‌گیرند که شان از راننده مراقبت کند، در حالی که دیگران به دنبال کمک هستند
هدر باری و جنی یک دفتر املاک و مستغلات روستایی را کشف می‌کنند که توسط دارلا یک نماینده بیمه اشغال شده و دوست پسر خود ویلمر راننده کامیون را برای کمک به آنها فراخوانی می‌کند. در همین حال…